# Sigrid Neiiendam
Sigrid Marie Elisabeth Neiiendam, née Andersen le 31 mai 1868 à Gedved (da) (dans le Jutland central, au Danemark) et morte le 25 janvier 1955 à Frederiksberg (Danemark), est une actrice danoise.
Elle a joué quelque 200 rôles au Théâtre royal danois de Copenhague. On se souvient en particulier d'elle pour ses interprétations des pièces de Ludvig Holberg,.

## Biographie
Née le 31 mai 1868 à Gedved (da) dans le Jutland central, Sigrid Neiiendam est la fille du directeur d'école Johan Henrik Andersen et de son épouse Sophie Frederikke Rasmussen. Elle passe son enfance sur l'île de Møn où son père dirige la Rødkilde Højskole. Dans son livre Sigrid Neiiendam fortæller, publié en 1943, elle se souvient comment elle a commencé à imiter les nombreuses personnes différentes qui ont visité l'école, fournissant une base pour son travail théâtral,.
En 1888, elle réussit le concours d'entrée à l'école d'art dramatique du Théâtre royal. Elle étudie avec l'acteur Olaf Poulsen et le metteur en scène William Bloch.
En 1893, elle est membre du Dagmarteatret où elle joue le rôle de Johanne dans Ungdomsleg de Leth Hansen. Après avoir passé du temps avec son père alors qu'il voyageait à travers le Danemark, en 1900 elle est engagée par J.F. Dorph-Petersen au Folketeatret où elle joue dans plusieurs pièces modernes de Gustav Wied, Hjalmar Bergstrøm, Emma Gad et Palle Rosenkrantz. Elle est décrite comme jouant un Trine « merveilleusement vivant et incroyablement amusant » dans Tvillingern d'Ellen Reumert. En juillet 1901, elle épouse l'historien du théâtre Robert Neiiendam (1880-1966).

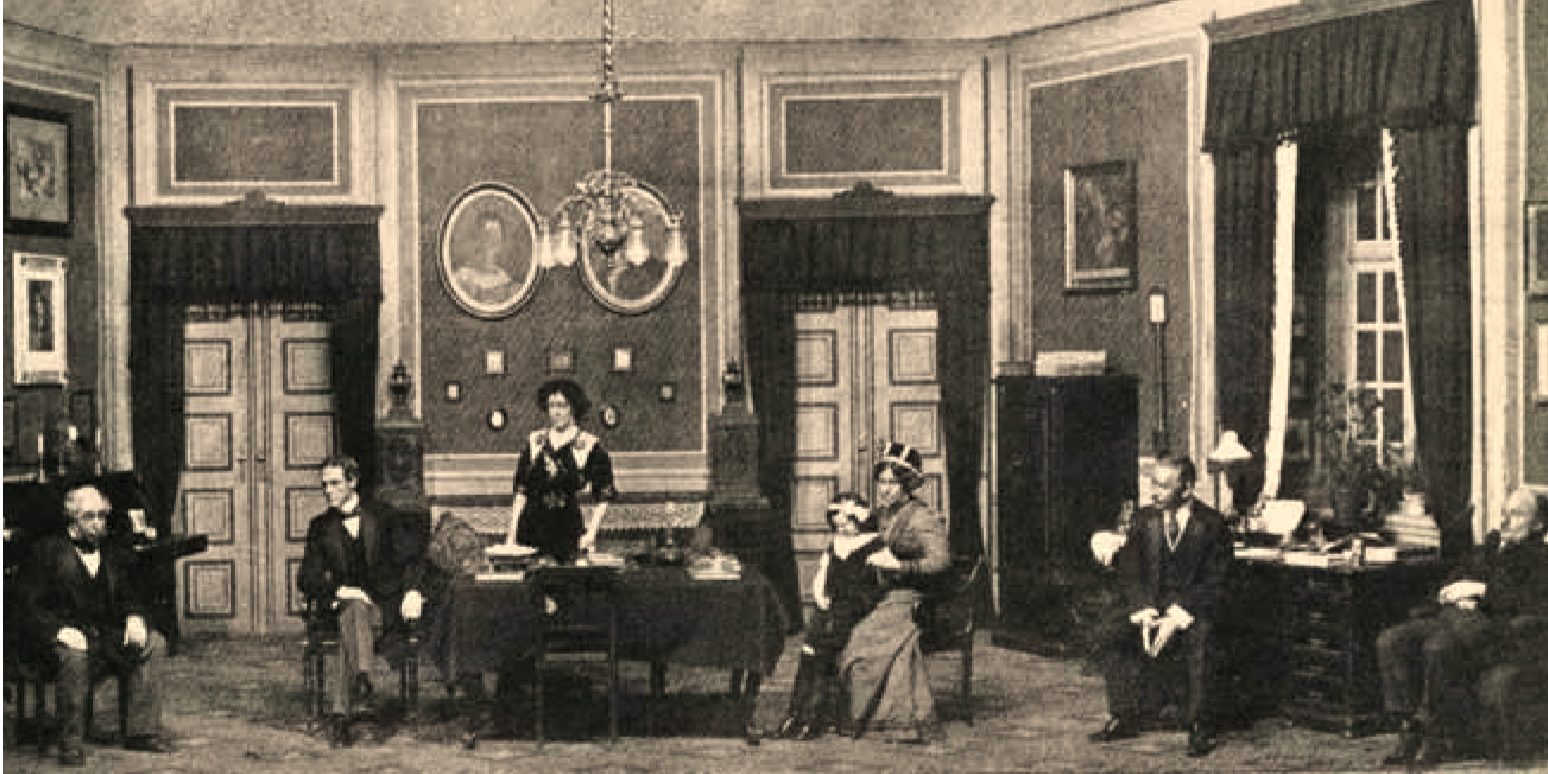
Première représentation de Indenfor Murene au Théâtre royal en 1912. Henri Nathansen s'était mis en scène lui-même. La photo montre l'acte 2 avec Gamle Levin (Karl Mantzius), Jørgen Herming (Thorkild Roose), Esther (Anna Bloch), Lille Sara (Karla Møller), Mme Levin (Sigrid Neiiendam), Hugo (Nicolai Neiiendam) et Jacob (Johannes Poulsen).

En 1911, Karl Mantzius la rappelle au Théâtre royal où elle reste jusqu'en 1942, jouant près de 200 rôles différents, dont 24 dans des pièces de Holberg dont Magdelone dans Den Stundesløse, Gedske Klokkers dans Barselstuen et Nille dans Erasmus Montanus. Elle est habile à imiter les dialectes, jouant souvent les femmes du Jutland. Le critique de théâtre Frederik Schyberg attribue son succès dans l'histoire du théâtre danois à deux facteurs : enchanter son public de Copenhague en introduisant une nouvelle dimension dans le jeu des personnages ruraux ; et la manière dont elle « plus qu'aucun de nos contemporains a contribué à faire ressortir les personnages vivants de Holberg ». Neiiendam connait également du succès dans des films, notamment Jour de colère (Vredens Dag, 1943) et Fra den gamle Købmandsgård (1951).
Sigrid Neiiendam meurt le 25 janvier 1955 à Frederiksberg.

## Filmographie partielle
- 1914 : Ungdomssynd (da) : Maren, His Wife
- 1937 : Flådens blå matroser (da) : Frue ved kaffebord
- 1938 : Livet paa Hegnsgaard (da) : Ane Søwren
- 1938 : Kongen bød (da) : Birthe
- 1942 : Regnen holdt op (da) : Frk. Arentse
- 1943 : Jour de colère (Vredens dag) : Merete, la mère d'Absalon (non créditée)
- 1951 : Fra den gamle købmandsgård de Svend Methling (da) et Annelise Reenberg : Fru Kelbjerg
- 1952 : Skærmydsler (da) : Hertha  (court métrage télévisé)

## Récompenses et distinctions
Neiiendam a reçu la médaille Ingenio et Arti en 1922 et une bourse Tagea Brandt en 1941.
En 1952, elle reçoit le Bodil de la meilleure actrice dans un second rôle pour son rôle dans Fra den gamle købmandsgård.
- (en) Sigrid Neiiendam: Awards, sur l'Internet Movie Database